# Scambio (economia)
Uno scambio, nel lessico dell'economia, indica la cessione di un bene o servizio che si possiede in cambio di moneta. Lo scopo di ogni scambio è soddisfare i bisogni delle parti che, di conseguenza, decidono di instaurare tra loro un accordo di compravendita.

## Tipologie e classificazioni
Lo scambio è definito come un semplice principio di do ut des (dare qualcosa per ricevere qualcosa), e si può articolare in diverse modalità:
- Denaro contro denaro (scambio finanziario),
- Denaro contro beni (scambio economico, e di tipo commerciale),
- Beni contro beni (baratto).

Il denaro scambiato può essere moneta, valuta, divisa o titoli.
Il bene scambiato può essere un bene materiale o tangibile:
- materie prime: acciaio, petrolio,
- metalli preziosi: oro, argento, diamanti,
- prodotto finito:
- work in process,

o un bene immateriale (brevetto, diritto d'autore di un'opera di ingegno digitale).
Può essere un bene mobile oppure, un bene immobile (una casa). Esiste anche in economia una classificazione dei beni: bene primario, bene rifugio, bene succedaneo.
Lo scambio di denaro contro beni può essere assistito da una garanzia reale da una parte a favore dell'altra: 
- pegno di beni mobili (pegno gordiano o anticipazione bancaria con pegno su merci)
- ipoteca di beni immobili,
- fidejussione o avallo di terzi, su beni sia mobili che immobili.